# Wilhelm Lommel
Fritz Wilhelm Lommel (* 17. September 1875 in Bad Homburg vor der Höhe; † 29. Juni 1968) war ein deutscher Chemiker der Firma Bayer. Er erkannte mit Wilhelm Steinkopf das militärische Potential des Kampfstoffs Lost (Senfgas), benannt nach den Anfangsbuchstaben der  Nachnamen von Lommel (LO) und Steinkopf (ST) vom Kaiser-Wilhelm-Institut. Die Chemikalie wurde bereits seit 1822 synthetisch hergestellt. Zum letzten Mal wurde das Gas militärisch im Irak 1988 eingesetzt.